# روبرت تايلور (سياسي أمريكي)
روبرت تايلور (بالإنجليزية: Robert Taylor)‏ هو محامي وسياسي أمريكي، ولد في 29 أبريل 1763، وتوفي في 3 يوليو 1845 في مقاطعة أورانج في الولايات المتحدة. انتخب عضو مجلس نواب الولايات المتحدة عن ولاية فرجينيا وانتخب عضو مجلس ولاية فرجينيا وانتخب عضو مجلس النواب الأمريكي.